# لاک‌پشت گوش‌سرخ

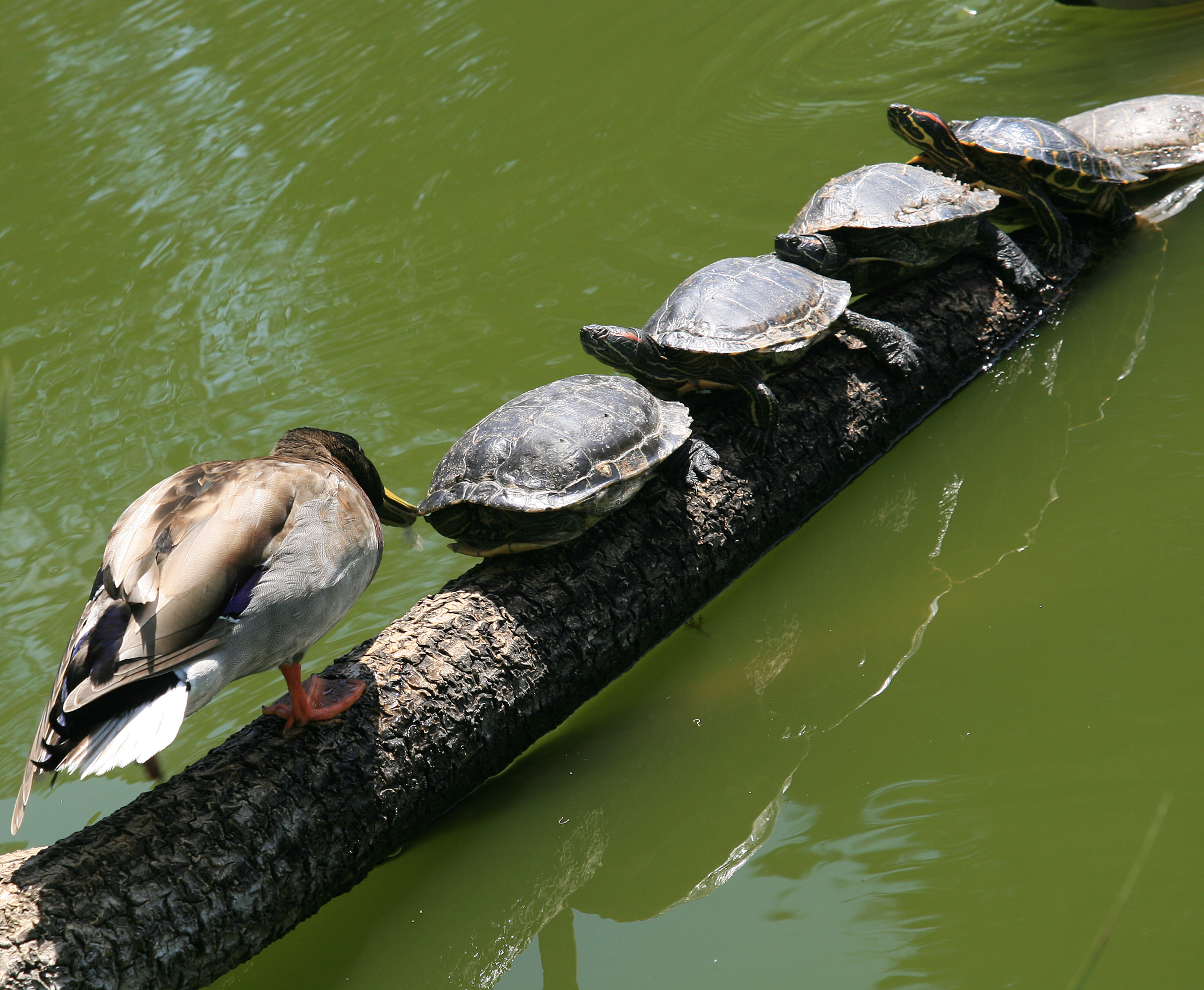
یک ردیف از لاک‌پشت‌های گوش‌سرخ و یک مرغابی سرسبز کنجکاو.

لاک‌پشت گوش‌سرخ (نام علمی: Trachemys scripta) گونه‌ای لاک‌پشت آب‌شیرین بومی جنوب ایالات متحده آمریکا و شمال مکزیک است. این لاک‌پشت در بیش از ۳۰ کشور دنیا به‌عنوان حیوان خانگی نگهداری می‌شود. رهاسازی این جانوران در طبیعت باعث آثار زیانباری بر زیستگاه‌های غیربومی از جمله رقابت با لاک‌پشت‌های بومی و انتقال انگل‌هایی که خود به آن‌ها مقاومت دارد، به لاک‌پشت‌های بومی و تأثیر مخرب بر بی‌مهرگان و گیاهان تالاب‌ها شده‌است. از همین رو اتحادیه بین‌المللی حفاظت از طبیعت لاک‌پشت گوش‌سرخ را در فهرست بدترین ۱۰۰ گونه مهاجم دنیا قرار داده‌است.
جمعیت‌های غیربومی لاک‌پشت گوش‌سرخ اکنون در استرالیا، اروپا، آفریقای جنوبی، جزایر کارائیب، فلسطین، بحرین، جزایر ماریانا، گوام و شرق آسیا دیده می‌شوند.
طول جنس ماده این جانور به ۲۵ تا ۳۰ سانتی‌متر و نر آن به ۲۰ تا ۲۵ سانتی‌متر هم می‌رسد. وجه تمایز این حیوان لکه قرمز مشخص در پشت چشم و در دو طرف صورت آن می‌باشد.

## حیوان خانگی
نگهداری این لاک‌پشت به‌عنوان حیوان خانگی پس از جنگ جهانی دوم مرسوم شد و چون برداشت این حیوان از طبیعت به جمعیت این گونه آسیب رسانده بود، مزارع پرورش لاک‌پشت در آمریکا تأسیس شدند و در دهه ۱۹۶۰ حدود ۱۵۰ مزرعه به پرورش این لاک‌پشت می‌پرداختند. در ۱۹۷۵ اداره مواد غذایی و دارویی ایالات متحده آمریکا فروش لاک‌پشت‌های کوچک‌تر از ۱۰ سانتیمتر را ممنوع کرد، زیرا بچه لاک‌پشت‌های کوچک ناقل بیماری‌های سالمونلا و آریزونا به انسان هستند.
در دهه ۱۹۸۰ صادرات سالانه لاک‌پشت گوش‌سرخ از آمریکا ۱ تا ۲ میلیون در سال بود. این رقم در نیمه‌اول دهه ۱۹۹۰ به ۳ تا ۴ میلیون در سال و در ۱۹۹۶ به ۷٬۸۸۴٬۶۳۴ لاک‌پشت رسید.
در دسامبر سال ۱۹۹۷ قانونی در مورد ممنوعیت واردات لاک‌پشت گوش‌سرخ، به منظور حفاظت از گونه‌های داخلی وحشی وضع گردید و بسیاری از کشورها واردات این گونه مهاجم را به کشور خود ممنوع و مجازات‌های سنگینی را برای نگهداری، خریدوفروش و رهاسازی این حیوان در طبیعت وضع کردند، چراکه بسیاری از صاحبان این لاک‌پشت‌ها به‌دلیل رفتار تهاجمی و گازهای دردناکش آن‌ها را در طبیعت رها می‌کردند و لاک‌پشت گوش‌سرخ به دلیل نداشتن دشمن طبیعی به‌سرعت تکثیر شده و زیان‌های زیادی را به اکوسیستم‌های محلی وارد می‌کرد.